# Radužnyj (Oblast' di Magadan)
Radužnyj (in lingua russa Радужный) è un centro abitato dell'Oblast' di Magadan, situato nell'Ol'skij rajon.